# Zbigniew Religa

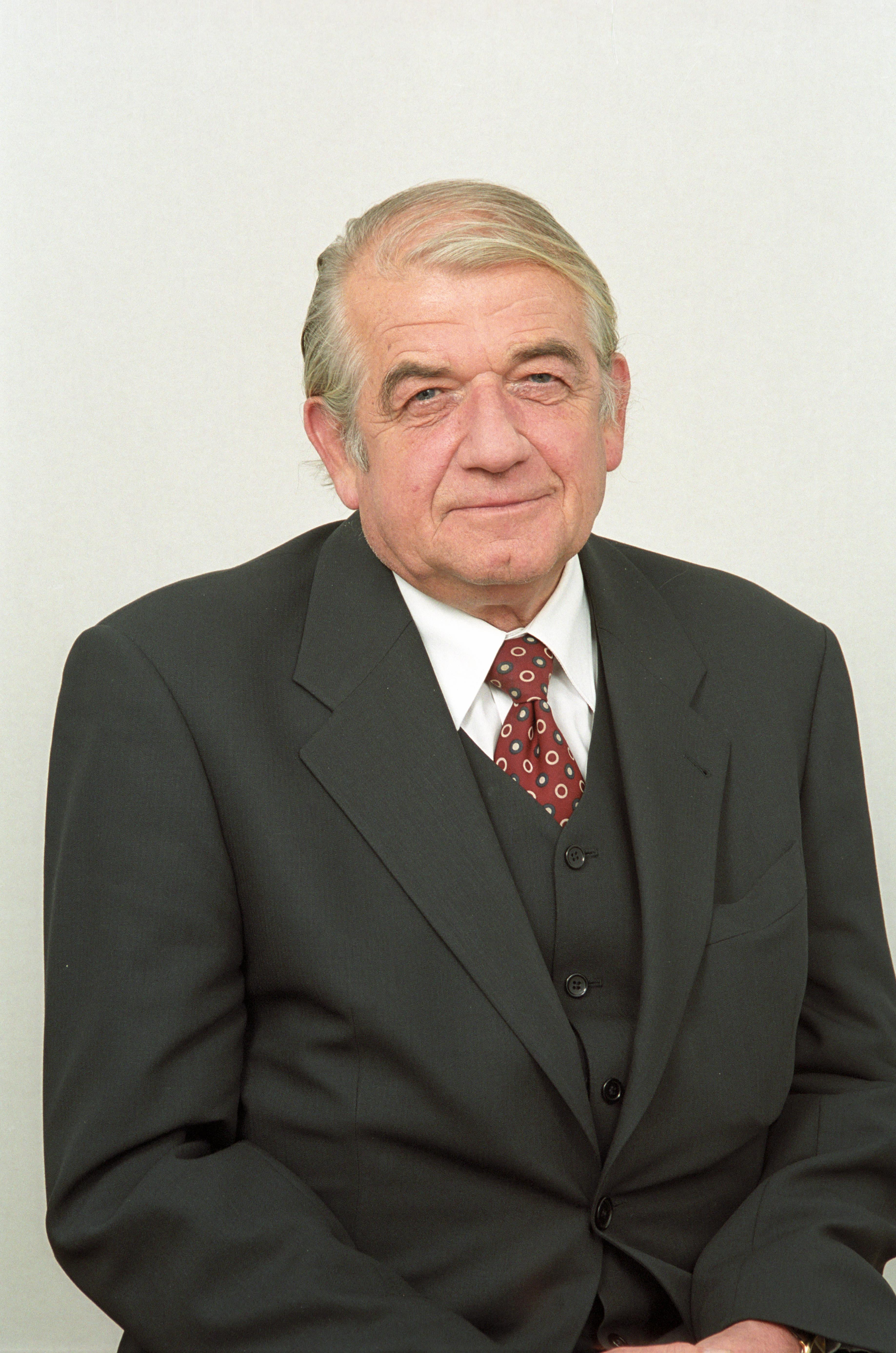
Zbigniew Religa

Zbigniew Eugeniusz Religa (Miedniewice, 16 december 1938 – Warschau, 8 maart 2009) was een Pools politicus, chirurg en cardioloog.

## Biografie
Religa studeerde tot 1963 geneeskunde aan de medische universiteit van Warschau en was van 1968 tot 1980 arts in het Wolaziekenhuis en in de kliniek van het cardiologisch instituut van Warschau. In 1984 werd hij hoofd van de cardiologische kliniek van Zabrze en in 1990 hoogleraar aan de medische universiteit van Silezië in Katowice. Van 1997 tot 1999 was Religa er ook rector. In 2001 werd hij hoofd van de kliniek voor hartchirurgie in Warschau. Hij was hoofd van het team dat de eerste geslaagde harttransplantatie in Polen uitvoerde.
Sinds 1993 was hij ook politiek actief als senator voor onder meer Solidarność. In 1994 was hij voorzitter van het Partijloos Blok voor Steun aan de Hervormingen (BBWR). Samen met senator Krzysztof Piesiewicz stichtte hij in 2004 de Centrumpartij (Pools: Partia Centrum). In het voorjaar van 2005 was hij van plan mee te doen met de presidentsverkiezingen van het najaar. Echter, nog voor de verkiezingen raakte hij zijn partij kwijt. Hij werd in populariteit ingehaald door politici als Włodzimierz Cimoszewicz en Donald Tusk en hij trok zijn kandidatuur ten slotte in. Na de parlementsverkiezingen van 2007 werd hij parlementslid van PiS voor de kieskring Gliwice.
Van 31 oktober 2005 tot november 2007 was Religa Minister van Volksgezondheid in de kabinetten van Kazimierz Marcinkiewicz en Jarosław Kaczyński.

## Film
Naast verschillende documentaires is er ook een speelfilm gewijd aan het leven van Zbigniew Religa. Deze film van regisseur Łukasz Palkowski is getiteld Bogowie ("Goden") en gaat over de eerste geslaagde harttransplantatie in Polen. De première vond plaats op 7 oktober 2014 en de rol van Religa werd gespeeld door Tomasz Kot.
- Gemeinsame Normdatei: 140946489
- International Standard Name Identifier: 0000 0001 1008 084X
- Library of Congress Control Number: no2012086089
- Nationale Bibliotheek van Tsjechië: xx0203450
- Nationale Bibliotheek van Polen: a0000002034194
- Virtual International Authority File: 120211612
- WorldCat: E39PBJdMh3fb4bb77GdKrBm8G3